# Das scharlachrote Siegel (1982)
Das scharlachrote Siegel (Englisch: The Scarlet Pimpernel) ist ein auf dem gleichnamigen Roman von Baroness Emmuska Orczy beruhender britischer Abenteuerfilm aus dem Jahre 1982. In den Hauptrollen sind Anthony Andrews als Sir Percy Blakeney/dem Scharlachroten Siegel, Jane Seymour als seine Frau Marguerite St. Just, sowie Ian McKellen als der Gegenspieler Chauvelin zu sehen. Die Geschichte spielt sich vor dem Geschehen der Französischen Revolution ab und handelt von einem britischen Adeligen, welcher unter dem Namen „Das Scharlachrote Siegel“ zum Tode verurteilte Adelige vor der Guillotine rettet.

## Inhalt
Paris 1792: Die Hinrichtungen der französischen Aristokratie haben ihren blutigen Höhepunkt erreicht. Vor diesem Hintergrund verliebt sich die gefeierte Schauspielerin Marguerite St. Just in den reichen englischen Adeligen Sir Percy Blakeney, welcher allgemeinhin als wenig mutig, dafür viel mehr an Mode und Spielereien, denn an Politik interessiert gilt. Sie ahnt nicht, dass dies alles nur Fassade ist und ihr späterer Ehemann Anführer einer Gruppe Engländer ist, welche französische Adelige aus der Gefangenschaft befreien und so vor dem sicheren Tod bewahren. Chauvelin, welcher sich stets um die Gunst Maguerites bemühte und sie wiederholt unter Druck setzte, sich für ihn und die Revolution zu entscheiden, bekommt von Robespierre den Auftrag erteilt, nach dem Scharlachroten Siegel zu suchen. Erst nach und nach findet er heraus, dass dies der Mann seiner Geliebten ist. Es entspinnen sich zahlreiche Intrigen, die Frischvermählten werden entzweit und alles steuert auf die finale Konfrontation zwischen Chauvelin und dem Scharlachroten Siegel zu.

## Synchronisation
| Rolle                                       | Schauspieler(in)     | Synchronsprecher(in)  |
| ------------------------------------------- | -------------------- | --------------------- |
| Sir Percy Blakeney/Das Scharlachrote Siegel | Anthony Andrews      | Christian Wolff       |
| Marguerite Blakeney (geb. St. Just)         | Jane Seymour         | Anita Lochner         |
| Paul Chauvelin                              | Ian McKellen         | Frank Engelhardt      |
| Baron de Batz                               | James Villiers       | Holger Hagen          |
| Louise                                      | Eleanor David        |                       |
| Armand St. Just                             | Malcom Jamieson      | Ivar Combrinck        |
| Robespierre                                 | Richard Morant       | Christian Quadflieg   |
| Sir Andrew Foulkes                          | Dominic Jephcott     | Hannes Gromball       |
| Lord Antony Dewhurst                        | Christopher Villiers |                       |
| Count de Tournay                            | Denis Lill           | Leo Bardischewski     |
| Countess de Tournay                         | Ann Firbank          |                       |
| Prince of Wales                             | Julian Fellowes      | Pierre Peters-Arnolds |

## Produktion
Der Stoff wurde bereits 1934 mit Leslie Howard, Merle Oberon und Raymond Massey in den Hauptrollen verfilmt. Die Produktion der 1982er-Adaption für das Fernsehen oblag den London Films unter dem Regisseur Clive Donner. Drehorte waren u. a. der Blenheim Palace, die Ragley Hall und Broughton Castle. Die Laufzeit des Filmes wurde auf drei Stunden erhöht, um der Entwicklung zahlreicher Nebencharaktere und Erzählsträngen Zeit zu gewähren.